# RuPaul's Drag Race (quarta edizione)
La quarta edizione di RuPaul's Drag Race è andata in onda negli Stati Uniti a partire dal 20 gennaio 2012 sulla rete televisiva LogoTv. In Italia è stata trasmessa su Fox Life. Le concorrenti scelte per partecipare all'edizione sono state tredici. Il cast è stato annunciato ufficialmente il 30 novembre 2011. La colonna sonora utilizzata durante la sfida principale è stata Glamazon , mentre per i titoli di coda The Beginning, entrambe tratte dall'album Glamazon di RuPaul.
Come accaduto nella terza edizione del programma Billy B e Santino Rice si sono divisi il posto di giudice. Entrambi sono comparsi insieme a Michelle Visage nell'ultimo episodio.
Sharon Needles, vincitrice dell'edizione, ha guadagnato come premio 100000 $, una fornitura a vita di cosmetici della NYX Cosmetics, la partecipazione come artista principale nel Logo's Drag Race Tour featuring Absolut Vodka cocktails, una vacanza fornita da ALandCHUCK.travel e una corona di Fierce Drag Jewels. Latrice Royale ha vinto il titolo di Miss Simpatia.
A partire da questa edizione l'incoronazione della vincitrice non è avvenuta all'interno dello studio durante l'ultima puntata, ma durante una puntata speciale in cui tutte le concorrenti si riuniscono in un teatro, in questo caso El Portal Theatre in North Hollywood
Chad Micheals e Latrice Royale prenderanno parte alla prima edizione di RuPaul's Drag Race All Stars, Phi Phi O'Hara alla seconda, Latrice Royale ritornerà nel cast della quarta, mentre Jiggly Caliente prenderà parte alla sesta edizione.

## Concorrenti
Le tredici concorrenti che hanno partecipato al reality show sono state:
| Concorrente     | Vero nome        | Età | Città                     | Posizionamento |
| --------------- | ---------------- | --- | ------------------------- | -------------- |
| Sharon Needles  | Aaron Coady      | 29  | Pittsburgh – Pennsylvania | Vincitrice     |
| Chad Michaels   | Chad Michaels    | 40  | San Diego – California    | Finaliste      |
| Phi Phi O'Hara  | Jaremi Carey     | 25  | Chicago – Illinois        | Finaliste      |
| Latrice Royale  | Timothy Wilcots  | 39  | South Beach – Florida     | 4º posto       |
| Kenya Michaels  | Kenya Olivera    | 21  | Dorado – Porto Rico       | 5º posto       |
| DiDa Ritz       | Xavier Hairston  | 25  | Chicago – Illinois        | 6º posto       |
| Willam          | Willam Belli     | 29  | Los Angeles – California  | 7º posto       |
| Jiggly Caliente | Bianca Castro    | 30  | Queens – New York         | 8º posto       |
| Milan           | Dwayne Cooper    | 36  | New York – New York       | 9º posto       |
| Madame LaQueer  | Cassie Melendez  | 29  | Carolina – Porto Rico     | 10º posto      |
| The Princess    | Adam Biga        | 31  | Chicago – Illinois        | 11º posto      |
| Lashauwn Beyond | Leshauwn Jackson | 21  | Fort Lauderdale – Florida | 12º posto      |
| Alisa Summers   | Alex Hernandez   | 23  | Tampa – Florida           | 13º posto      |

## Tabella eliminazioni
| Ordine | Episodi  | Episodi  | Episodi  | Episodi | Episodi | Episodi | Episodi | Episodi | Episodi | Episodi | Episodi | Episodi | Episodi        |
| Ordine | 1        | 2        | 3        | 4       | 5       | 6       | 7       | 8       | 9       | 10      | 11      | 13      | 14             |
| ------ | -------- | -------- | -------- | ------- | ------- | ------- | ------- | ------- | ------- | ------- | ------- | ------- | -------------- |
| 1      | Sharon   | Chad     | Sharon   | Latrice | Chad    | Willam  | Phi Phi | Latrice | Sharon  | Phi Phi | Sharon  | Chad    | Sharon Needles |
| 2      | Lashauwn | Madame   | Chad     | Willam  | Sharon  | Phi Phi | Sharon  | Chad    | Chad    | Chad    | Phi Phi | Sharon  | Chad Micheals  |
| 3      | Princess | Sharon   | Kenya    | Chad    | Willam  | Latrice | DiDa    | DiDa    | Phi Phi | Sharon  | Chad    | Phi Phi | Phi Phi O'Hara |
| 4      | Phi Phi  | Milan    | Jiggly   | Phi Phi | DiDa    | Chad    | Chad    | Sharon  | Latrice | Latrice | Latrice |         |                |
| 5      | Latrice  | Latrice  | Latrice  | Jiggly  | Latrice | Sharon  | Latrice | Phi Phi | DiDa    | Kenya   |         |         |                |
| 6      | Willam   | Phi Phi  | Milan    | DiDa    | Jiggly  | DiDa    | Willam  | Willam  |         |         |         |         |                |
| 7      | Chad     | Kenya    | Phi Phi  | Sharon  | Phi Phi | Jiggly  | Jiggly  |         |         |         |         |         |                |
| 8      | DiDa     | Jiggly   | Willam   | Kenya   | Milan   | Milan   |         |         |         |         |         |         |                |
| 9      | Milan    | Willam   | Madame   | Milan   | Kenya   |         |         |         |         |         |         |         |                |
| 10     | Madame   | DiDa     | DiDa     | Madame  |         |         |         |         |         |         |         |         |                |
| 11     | Kenya    | Princess | Princess |         |         |         |         |         |         |         |         |         |                |
| 12     | Jiggly   | Lashauwn |          |         |         |         |         |         |         |         |         |         |                |
| 13     | Alisa    |          |          |         |         |         |         |         |         |         |         |         |                |

Legenda:
     La concorrente ha vinto la gara
     Le concorrenti sono arrivate in finale ma non hanno vinto la gara
     La concorrente ha vinto la sfida settimanale
     La concorrente figura tra i primi ma non ha vinto la sfida settimanale
     La concorrente è salva ed accede alla puntata successiva (l'ordine di chiamata è casuale)
     La concorrente figura tra gli ultimi ma non ed è a rischio eliminazione
     La concorrente figura tra gli ultimi 2 ed è a rischio eliminazione
     La concorrente è stata eliminata
     La concorrente è tornata con la possibilità di ritornare nella competizione ma è stata nuovamente eliminata
     La concorrente ha vinto la sfida ma è stata squalificata dalla competizione

## Giudici
- RuPaul
- Santino Rice
- Michelle Visage
- Billy B

### Giudici ospiti
- Pamela Anderson
- Natalie Cole
- Loretta Devine
- Elvira, Padrona dell'Oscurità
- Jesse Tyler Ferguson
- Rick Fox
- Jennifer Love Hewitt
- Wynonna Judd
- Regina King
- Ross Mathews
- Rose McGowan
- Jeffrey Moran
- Max Mutchnick
- Kelly Osbourne
- Pauley Perrette
- Amber Riley
- Mike Ruiz
- John Salley
- Dan Savage
- Nicole Sullivan
- Pam Tillis
- Jennifer Tilly

### Special guest
- Mathu Andersen
- Candis Cayne
- Piyah Martell

## Riassunto episodi

### Episodio 1 -RuPocalypse Now!
- La mini sfida: La puntata si apre con l'ingresso di tutte le concorrenti partendo con Willam e finendo con Latrice Royale. RuPaul incontra le concorrenti e spiega loro che per la loro prima mini sfida dovranno posare in un servizio fotografo in cui dovranno essere su una piattaforma rotante mentre vengono schizzati di vernice. Mike Ruiz è il fotografo che dà le direttive alle concorrenti. Jiggly Caliente viene dichiarata vincitrice della mini sfida.
- La sfida principale: Per la sfida principale le concorrenti devono realizzare un outfit post apolattico usando ciò che hanno preso durante l'uscita con RuPaul: le concorrenti dovevano strappare dalle mani di vari zombie i vari oggetti che avevano. Giudici ospiti della puntata sono Mike Ruiz e Elvira, Padrona dell'Oscurità che si aggiungono a Santino Rice e Michelle Visage. Subito dopo la sfilata RuPaul comunica Sharon Needles è la vincitrice della sfida, Alisa Summers e Jiggly Caliente sono le peggiori della puntata mentre tutte le altre sono salve.
- L'eliminazione: Alisa e Jiggly vengono chiamate ad esibirsi con la canzone Toxic  di Britney Spears. Alisa viene eliminata, mentre Jiggly può continuare nella competizione.

### Episodio 2 -WTF!: Wrestling's Trashiest Fighters
- La mini sfida: Le concorrenti vengono divisi in tre gruppi, ogni concorrente deve realizzare dei finti glutei in 30 minuti utilizzando della spugna. Di ogni gruppo RuPaul deciderà il migliore. I vincitori della mini sfida sono Chad Michaels, Willam e Phi Phi O'Hara; che diventano i capi squadra per la sfida principale.
- La sfida principale: I capi squadra scelgono i componenti delle squadre. Per questa sfida principale le concorrenti devono realizzare una storia e una coreografia per un match del G.L.O.W. (wrestling femminile). Ogni squadra dovrà dividersi in due mini gruppi: le "Buone" e le "Cattive". le singole squadre sono:

| Concorrente     | Nome Squadra       | Squadra         |
| --------------- | ------------------ | --------------- |
| Lashauwn Beyond | LA's Finest        | Squadra Phi Phi |
| Phi Phi O'Hara  | LA's Finest        | Squadra Phi Phi |
| Kenya Michaels  | The Bitter Betties | Squadra Phi Phi |
| Latrice Royale  | The Bitter Betties | Squadra Phi Phi |
| Willam          | DWF'd              | Squadra Willam  |
| DiDa Ritz       | DWF'd              | Squadra Willam  |
| Jiggly Caliente | Thunder Booties    | Squadra Willam  |
| The Princess    | Thunder Booties    | Squadra Willam  |
| Milan           | The Knockouts      | Squadra Chad    |
| Sharon Needles  | The Knockouts      | Squadra Chad    |
| Chad Michaels   | The Bitch Kickers  | Squadra Chad    |
| Madame LaQueer  | The Bitch Kickers  | Squadra Chad    |

Giudici ospiti della puntata sono Rick Fox, John Salley e Billy B (che prende il posto di Santino Rice). Per la sfilata le concorrenti devono sfoggiare il loro outfit più femminile. La squadra di Chad è dichiarata la miglior squadra della puntata, ma Chad e Madame LaQueer vengono dichiarati i migliori. Lashauwn Beyond e The Princess sono le peggiori e sono a rischio eliminazione, mentre gli altri sono salvi.
- L'eliminazione: Lashauwn Beyond e The Princess vengono chiamate ad esibirsi con la canzone Bad Girls di Donna Summer. Lashauwn Beyond viene eliminata dalla competizione, mentre The Princess può continuare nella competizione.

### Episodio 3 -Glamazons vs. Champions
- La mini sfida: Le concorrenti sono chiamati a realizzare accessori a forma di farfalla per l'ospite della puntata: Piyah Martell. I vincitori della mini sfida sono Phi Phi O'Hara, Kenya Michaels e Jiggly Caliente.
- La sfida principale: Per la sfida principale le concorrenti devono realizzare delle pubblicità per promuovere Glamazon e Champion, album di RuPaul. Le concorrenti vengono divisi in due squadre: il Team Champion capitanato da Phi Phi O'Hara e il Team Glamazon capitanato da Kenya Michael. Ad ogni concorrente viene affidata una canzone che devono promuovere insieme all'album stesso.

| Concorrente     | Canzone                      | Squadra       |
| --------------- | ---------------------------- | ------------- |
| Chad Michaels   | The Beginning                | Team Glamazon |
| Kenya Michaels  | Get Your Rebel On            | Team Glamazon |
| Madame LaQueer  | Responsitrannity             | Team Glamazon |
| Milan           | Superstar                    | Team Glamazon |
| The Princess    | If I Dream                   | Team Glamazon |
| Willam          | Click Clack (Make Dat Money) | Team Glamazon |
| DiDa Ritz       | Main Event                   | Team Champion |
| Jiggly Caliente | LadyBoy                      | Team Champion |
| Latrice Royale  | Never Go Home Again          | Team Champion |
| Phi Phi O'Hara  | Jealous of My Boogie         | Team Champion |
| Sharon Needles  | Cover Girl                   | Team Champion |

Giudici ospiti della puntata sono Natalie Cole e Amber Riley. Per la sfilata le concorrenti devono sfilare con vestiti dorati o argentati. RuPaul comunica Sharon Needles è la vincitrice della sfida, DiDa Ritz e The Princess sono le peggiori della puntata e le altre sono salve.
- L'eliminazione: DiDa e The Princess vengono chiamate ad esibirsi con la canzone This Will Be di Natalie Cole. The Princess viene eliminata, mentre DiDa può continuare nella competizione.

### Episodio 4 -Queens Behind Bars
- La mini sfida: L'episodio si apre con le concorrenti che si congratulano con DiDa Ritz per l'esibizione in playback della scorsa puntata. DiDa si lamenta del fatto che i giudici l'hanno criticato in modo molto duro. Inoltre parlano del fatto che Sharon Needles ha vinto due sfide su tre. Phi Phi commenta il tutto dicendo che Sharon ha vinto la sfida precedente solo perché lei le hanno affidato un personaggio che si addiceva a lui. RuPaul entra nello studio e spiega la mini sfida: le concorrenti vengono divisi in squadre da due, ogni concorrente deve realizzare il make up dell'altro per un servizio fotografico "dietro le sbarre". Willam e Madame LaQueer sono i vincitori della mini sfida che diventano capi squadra per la sfida principale.
- La sfida principale: Per la sfida principale le concorrenti vengono divisi in due squadre e devono registrare una scena per una sitcom. Le due squadre sono composte da: Willam, Latrice, Jiggly, Phi Phi, Chad e Madame, DiDa, Kenya, Milan, Sharon. I capi squadra hanno il compito di assegnare le parti. Giudici ospiti della puntata sono Billy B (che prende il posto di Santico Rice), Nicole Sullivan e Max Mutchnick. Per la sfilata le concorrenti devono sfilare con il loro miglior outfit da red carpet. La squadra di Willam viene dichiarata vincitrice e RuPaul annuncia che Latrice Royale è la vincitrice della sfida in quanto è stata divertente e si calata perfettamente nel personaggio. Madame LaQueer e Milan sono le peggiori della puntata mentre le altre sono salve.
- L'eliminazione: Madame LaQueer e Milan vengono chiamate ad esibirsi con la canzone Trouble di Pink. Madame LaQueer viene eliminata, mentre Milan può continuare nella competizione.

### Episodio 5 -Snatch Game
- La mini sfida: Per la mini sfida le concorrenti vengono divisi in tre gruppi da tre e faranno un gioco, il vincitore di ogni gruppo parteciperà ad un ultimo gioco e il vincitore della mini sfida avrà la possibilità di fare una chiamata a casa. Per il primo gioco Phi Phi, Sharon e Jiggly devono appiccicare la sagoma di un pollo su una foto di RuPaul. Il concorrente che la posiziona il più vicino possibile alla bocca vince. Phi Phi vince il primo gioco. Per il secondo gioco DiDa, Chad e Latrice devono portare una piuma oltre la linea usando solamente il loro fiato, se la piuma cade per terra devono ricominciare dall'inizio. DiDa vince il secondo gioco. Per il terzo gioco Willam, Kenya e Milan devono centrare un finto pollo con il maggior numero di cerchi possibili. Milan vince il terzo gioco. Per il gioco finale DiDa, Milan e Phi Phi devono portare il maggior numero di uova da un punto all'altro portando le uova tra le gambe. Phi Phi vince la sfida, ma decide di dare l'opportunità della telefonata a Chad.
- La sfida principale: Per la loro sfida principale le concorrenti prendono parte allo Snatch Game. Le concorrenti dovranno scegliere una celebrità ed impersonarla per l'intero gioco. Loretta Devine e Ross Matthews sono le concorrenti del gioco. Lo scopo del gioco è essere il più divertenti possibili. Le celebrità scelte dai concorrenti sono state:

| Concorrente     | Celebrità Impersonata |
| --------------- | --------------------- |
| Chad Micheals   | Cher                  |
| DiDa Ritz       | Wendy Williams        |
| Jiggly Caliente | Snooki                |
| Kenya Michaels  | Beyoncé               |
| Latrice Royale  | Aretha Franklin       |
| Milan           | Diana Ross            |
| Sharon Needles  | Michelle Visage       |
| Phi Phi O'Hara  | Lady Gaga             |
| Willam          | Jessica Simpson       |

Jiggly, Phi Phi e Kenya sono giudicati poco professionali da parte di Latrice Royale a causa del loro comportamento durante lo svolgimento dello Snatch Game. Inoltre anche Sharon critica i tre durante la puntata di Untucked.
Giudici ospiti della puntata sono Loretta Devine e Ross Matthews. Il tema della sfilata della puntata è "Un vestito per impressionare". Kenya e Milan sono considerate le peggiori della prova e sono a rischio eliminazione. Chad Michaels è la migliore della puntata. 
- L'eliminazione: Kenya e Milan si esibiscono in playback sulle note della canzone Vogue di Madonna. Kenya viene eliminata dalla competizione, mentre Milan prosegue.

### Episodio 6 -Float Your Boat
- La mini sfida: Le concorrenti per la mini sfida hanno 30 minuti per mettersi in drag e partecipare ad un concorso di magliette bagnate. Il concorrente che avrà la miglior reazione da parte del pubblico vince. Willam vince la mini sfida.
- La sfida principale: Per la sfida principale le concorrenti devono realizzare un outfit con un relativo carro allegorico a forma di nave in onore del gay pride. Il tema è basato su i colori della bandiera arcobaleno. Avendo vinto la mini sfida Willam deve assegnare i colori ai singoli concorrenti. Willam prima sceglie il colore per se stesso, successivamente decide di assegnare i colori agli altri concorrenti chiudendo gli occhi in maniera casuale.

| Concorrente     | Colore    | Significato del Colore |
| --------------- | --------- | ---------------------- |
| Chad Micheals   | Rosa      | Sessualità             |
| DiDa Ritz       | Rosso     | Vita                   |
| Sharon Needles  | Verde     | Natura                 |
| Jiggly Caliente | Arancione | Guarigione             |
| Latrice Royale  | Turchese  | Magia/Arte             |
| Milan           | Giallo    | Luce del Sole          |
| Phi Phi O'Hara  | Viola     | Spirito                |
| Willam          | Blu       | Serenità/Armonia       |

Giudici ospiti della puntata sono Billy B, che prende nuovamente il posto di Santino Rice, Kelly Osbourne e Pauley Perrette. In seguito alla sfilata Willam viene dichiarato vincitore della puntata, Sharon, Chad, Latrice, Phi Phi, e DiDa vengono dichiarate salve mentre Jiggly e Milan sono le peggiori della settimana.
- L'eliminazione: Jiggly e Milan si esibiscono in playback sulle note della canzone Born This Way di Lady Gaga. Milan viene eliminata dalla competizione mentre Jiggly prosegue.

### Episodio 7 -Dragazines
- La mini sfida: Per la mini sfida, le concorrenti dovranno "leggersi" a vicenda, ovvero dire qualcosa di cattivo ad un'altra persona ma facendolo in modo scherzoso. Il vincitore della sfida è Latrice Royale.
- La sfida principale: Per la sfida principale le concorrenti devono creare la copertina per un finto magazine utilizzando un argomento specifico. Oltre a posare per la copertina, devono anche creare i titoli dei vari articoli. Avendo vinto la mini sfida Latrice assegna i vari argomenti.

| Concorrente     | Titolo Giornale     | Argomento             |
| --------------- | ------------------- | --------------------- |
| Chad Micheals   | Eleganza            | Fashion               |
| DiDa Ritz       | Tastes Like Chicken | Cibo                  |
| Sharon Needles  | Kitty Cat           | Amanti dei gatti      |
| Jiggly Caliente | Battle of the Bulge | Salute e Fitness      |
| Latrice Royale  | What's The T?       | Gossip                |
| Phi Phi O'Hara  | Sashay Away         | Viaggi                |
| Willam          | Sugar Walls         | Decorazioni d'interni |

Giudici ospiti della puntata sono Pam Tillis e Regina King. Per la sfilata il tema è "Glamour". Phi Phi vince la sfida principale, Willam e Jiggly sono i peggiori della puntata mentre gli altri sono salvi.
- L'eliminazione:Jiggly e Willam si esibiscono in playback sulle note della canzone Mi Vida Loca di Pam Tillis. Willam viene dichiarato salvo e prosegue nella competizione mentre Jiggly viene eliminata.

### Episodio 8 -Frenemies
- La sfida principale: Per la sfida principale RuPaul comunica che le concorrenti verranno divisi in coppie di "nemici-amici" e per fare ciò sottopone le concorrenti ad una serie di domande mentre sono collegati ad una macchina della verità. I due concorrenti che avranno meno in comune comporranno le coppie, che sono: Phi Phi e Sharon, Chad e DiDa, Latrice e Willam. Ogni coppia dovranno creare vestiti, coreografie e una canzone che dovranno eseguire in live sul palcoscenico principale. Per aiutare le concorrenti Lucian Piane darà loro consigli e suggerimenti sul numero che dovranno eseguire. Giudici ospiti della puntata sono Lucian Piane, Pamela Anderson e Jennifer Tilly. Willam e Latrice vincono la sfida, Chad e DiDa vengono dichiarate salve e mentre Phi Phi e Sharon sono i peggiori della puntata.
- L'eliminazione: Phi Phi e Sharon si esibiscono in playback sulle note della versione della canzone It's Raining Men... The Sequel di Martha Wash e RuPaul. Subito dopo la performance RuPaul chiede a Willam di salire sul palco e annuncia che le è stato comunicato che Willam ha trasgredito le regole del programma e per questo viene squalificato dalla competizione. Dopo lo shock di questa eliminazione non attesa, RuPaul comunica che nessun altro concorrente verrà eliminato e che quindi Phi Phi e Sharon sono salve.

### Episodio 9 -Frock the Vote!
- La mini sfida: Le concorrenti devono realizzare delle scarpe ispirate ad un cocktail realizzato con Absolut Vodka. Phi Phi vince la mini sfida.
- La sfida principale: Per la sfida principale le concorrenti devono partecipare ad una finta campagna elettorale per l'elezione del presidente. Le concorrenti devono partecipare ad un dibattito in cui RuPaul, Michelle Visage e Dan Savage faranno le domande, inoltre dovranno realizzare un discorso d'apertura, un discorso di chiusura e uno slogan per la propria campagna. Giudici ospiti della puntata sono Dan Savage e Jeffrey Moran. Il tema della sfilata è "Inaugurazione". DiDa e Latrice sono le peggiori, Sharon viene dichiarata la vincitrice della puntata. Chad è salva e Phi Phi è salva nonostante le forti critiche ricevute a causa del personaggio creato per la sfida.
- L'eliminazione: DiDa e Latrice si esibiscono in playback sulle note della canzone I've Got to Use My Imagination di Gladys Knight. Latrice continua nella competizione mentre DiDa viene eliminata. Successivamente RuPaul annuncia che Michelle e Santino devono decidere quale concorrente riportare nella competizione.

### Episodio 10 -DILFs: Dads I'd Like To Frock
- La mini sfida: Prima di annunciare la mini sfida RuPaul fa entrare il concorrente che può rientrare nella competizione ed avere così una seconda chance. Nel backstage entra Kenya Micheals. Per la mini sfida le concorrenti devono mettere in drag un orso di peluche. Kenya vince la mini sfida.
- La sfida principale: Per la sfida principale le concorrenti devono fare un makeover su dei padri, il compito dei concorrenti è quello di farli diventare le loro mamme drag. Avendo vinto la mini sfida Kenya deve decidere quale padre accoppiare con i vari concorrenti. Oltre a ciò RuPaul informa le coppie che devono realizzare un numero di burlesque, inoltre entrambi nella coppia devono indossare una pancia finta in modo da sembrare incinte.

| Concorrente    | Mamma in Drag Vero Nome | Mamma in Drag      |
| -------------- | ----------------------- | ------------------ |
| Chad Michaels  | James                   | Lady Samantha      |
| Kenya Michaels | Rick                    | Lil' Mama Michaels |
| Latrice Royale | Leland                  | Sharelle Royale    |
| Phi Phi O'Hara | Chris                   | Gi Gi O'Hara       |
| Sharon Needles | Mike                    | Robin Mansions     |

Giudici ospiti della puntata sono Jesse Tyler Ferguson e Jennifer Love Hewitt. Phi Phi vince la sfida, mentre Kenya e Latrice sono le peggiori, invece Chad e Sharon sono salve.
- L'eliminazione: Kenya e Latrice si devono esibire in playback con la canzone (You Make Me Feel Like) A Natural Woman di Aretha Franklin. Latrice viene salvata e Kenya viene eliminata nuovamente dalla competizione.

### Episodio 11 -The Fabulous Bitch Ball
- La mini sfida: Per la mini sfida le concorrenti devono pescare a sorte un pupazzo che rappresenti uno degli altri concorrenti, metterlo in drag e fare un siparietto imitando l'altro concorrente. Chad vince la mini sfida.
- La sfida principale: Per la sfida principale RuPaul annuncia che le concorrenti prenderanno parte al Bitch Ball in cui le concorrenti dovevano realizzare tre outfit differenti per tre categorie. Inoltre avrebbero dovuto realizzare un numero di apertura indossando vestiti ispirati al mondo canino. Le categorie del Bitch Ball sono:

- Giornata al parco dei cani: dove le concorrenti devono indossare un outfit per portare il loro cane al parco durante il giorno

- Cane da borsetta: dove le concorrenti devono indossare un outfit da "Party girl"

- Couture canina extravaganza: dove le concorrenti devono indossare un vestito ispirato ad un cane che prenderà parte alla sfilata con loro in questa ultima categoria.
Avendo vinto la mini sfida Chad assegna i cani ai singoli concorrenti. Giudici ospiti della puntata sono Rose McGowan e Wynonna Judd. Dopo le critiche RuPaul chiede ai concorrenti quale dei loro avversario non dovrebbe arrivare alla finale. Sharon scegli Phi Phi a causa del suo temperamento e atteggiamento, Phi Phi sceglie Sharon perché secondo lei Sharon non vuole vincere il titolo. Anche Latrice sceglie Sharon giustificando la scelta per il fatto che gli outfit di Sharon hanno sempre qualcosa di non finito, infine Chad sceglie Phi Phi in quanto dichiara che non sia pronta. RuPaul decide che Sharon è la vincitrice della sfida ed accede alla finale, Phi Phi viene salvata e anche lei continua verso la finale mentre Chad e Latrice sono a rischio eliminazione. 
- L'eliminazione: Chad e Latrice si devono esibire in playback con la canzone No One Else on Earth di Wynonna Judd. Latrice viene eliminata, mentre Chad si salva e prosegue servo la finale.

### Episodio 12 -RuPaul Rewind
In questo episodio speciale RuPaul mostra immagini e contenuti inediti relativi alla stagione. Shannel (concorrente della prima edizione), Pandora Boxx (miss simpatia della seconda edizione) e Mariah Paris Balenciaga (concorrente della terza edizione) appaiono nell'episodio per dare le loro opinioni circa il corso della quarta stagione. Vengono mostrati i provini dei concorrenti che non sono stati selezionati, ma che saranno concorrenti delle future edizioni del programma, come ad esempio, Magnolia Crawford, concorrente della sesta edizione.

### Episodio 13 -The Final Three
RuPaul annuncia alle concorrenti che la loro ultima sfida consiste nel comparire nel video musicale della sua canzone Glamazon che sarà diretto da Mathu Andersen. Le concorrenti lavoreranno alla coreografia per il video insieme a Candis Cayne, Phi Phi ha un ottimo riscontro da parte di Candis Cayne, mentre Sharon ha dei problemi con il memorizzare la coreografia. Durante la registrazione della coreografia per il video Sharon ha problemi con la coreografia. Successivamente la registrazione della scena, Tyra Sanchez e Raja, vincitrici rispettivamente della seconda e terza edizione del programma, annunciano ai concorrenti che ognuno dei avrà un momento con RuPaul per parlare di loro e del motivo per cui dovrebbero vincere la competizione; inoltre devono registrare una scena di lotta con RuPaul. In questa puntata non ci sono giudici ospiti, ma solo RuPaul, Michelle Visage e Santino Rice. Le tre finaliste vengono giudicate in base a tutto il percorso fatto durante questa ultima prova. Le concorrenti sfilano per l'ultima volta nell'outfit che li rappresenti di più. In seguito alla sfilata Chad viene criticato positivamente per l'outfit ispirato a Versace, Sharon viene criticato per l'outfit pauroso e Michelle ha il dubbio che non possa mostrare altro oltre a questo aspetto e Phi Phi viene criticato per l'outfit rosa ispirato alla Pantera Rosa. Inoltre viene mostrata un'anteprima del video musicale di Glamazon con la scena recitata dai tre concorrenti. Chad, Phi Phi e Sharon devono esibirsi in playback sulle note di Glamazon. Alla fine di tutto RuPaul comunica che il vincitore verrà dichiarato durante l'ultima puntata del programma in cui tutte le concorrenti dell'edizione si riuniranno.

### Episodio 14 -Reunited
Per la prima volta, davanti ad un'audience di fan, le concorrenti si riuniscono insieme a RuPaul per la puntata finale del programma. La puntata viene registrata presso El Portal Theatre in North Hollywood. Tutto il cast del programma si riunisce per parlare della loro esperienza nello show: discutendo di quali sono stati i loro momenti migliori, delle sfide più difficili e delle scelte di stile effettuate dalle concorrenti lo show. Inoltre Willam viene invitato per parlare del motivo per il quale è stato squalificato dalla competizione. Latrice Royale vince il titolo di Miss Simpatia. Dopo aver parlato in modo più approfondito con i tre finalisti, RuPaul annuncia che la vincitrice è Sharon Needles.